# Myrvaxskivling
Myrvaxskivling (Hygrocybe coccineocrenata) är en svampart som först beskrevs av Peter D. Orton, och fick sitt nu gällande namn av Meinhard (Michael) Moser 1967. Myrvaxskivling ingår i släktet Hygrocybe och familjen Hygrophoraceae.  Arten är reproducerande i Sverige. Inga underarter finns listade i Catalogue of Life.

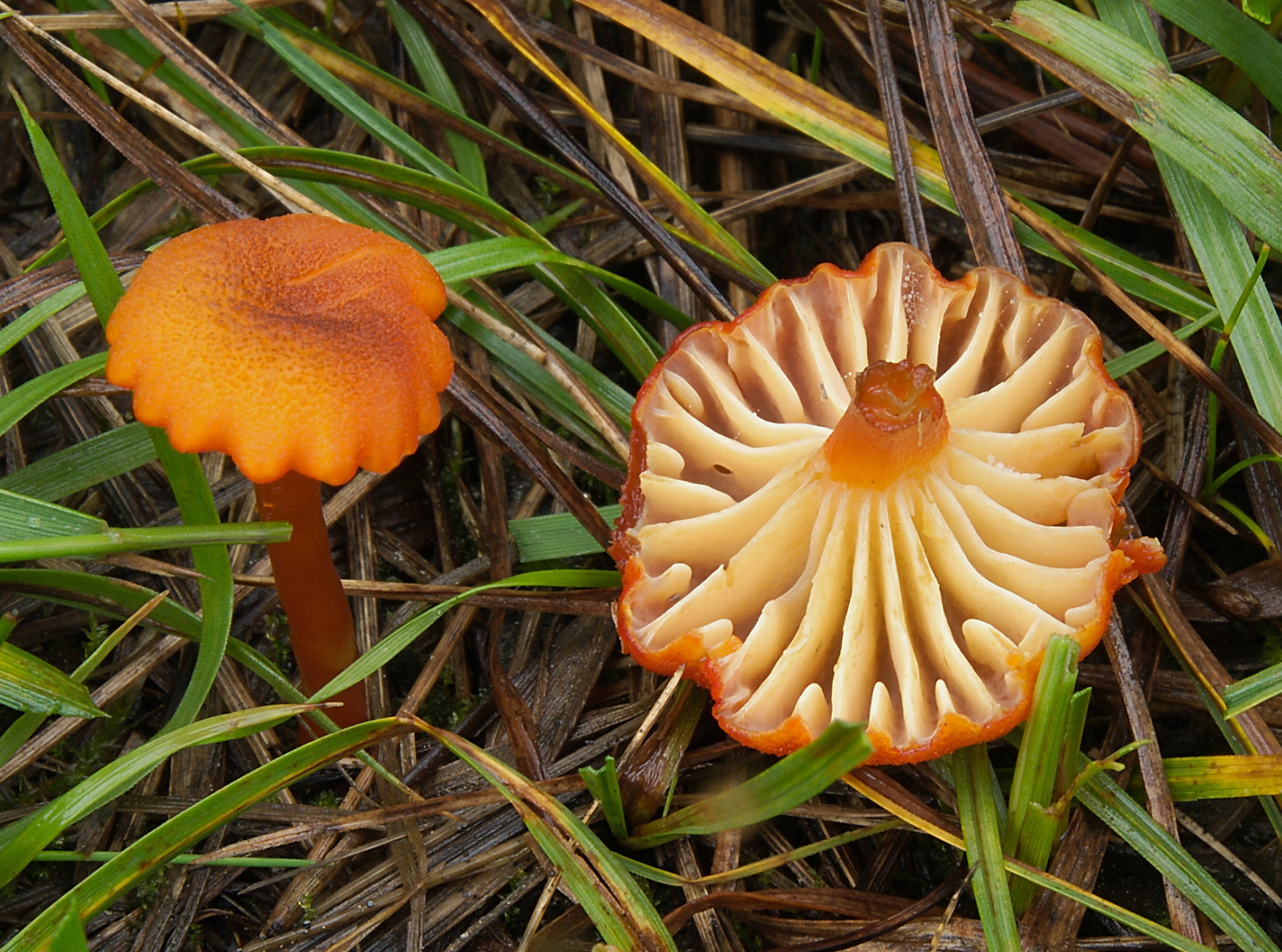